# Cyrtandra crassifolia
Cyrtandra crassifolia är en tvåhjärtbladig växtart som först beskrevs av Wilhelm B. Hillebrand, och fick sitt nu gällande namn av Rock (pro. sp.. Cyrtandra crassifolia ingår i släktet Cyrtandra och familjen Gesneriaceae. Inga underarter finns listade i Catalogue of Life.